# Wolfgang Fahrian
Wolfgang Fahrian (31. května 1941 Blaustein – 22. dubna 2022) byl německý fotbalový brankář. Po skončení aktivní kariéry působil jako hráčský agent, mezi jím zastupované hráče patřili Kevin Kurányi, Halil Altıntop nebo Roque Júnior.

## Fotbalová kariéra
Začínal v SSV Ulm 1846. Dále chytal za týmy Hertha BSC, TSV 1860 München, Fortuna Düsseldorf a SC Fortuna Köln. Nastoupil ve 146 ligových utkáních. V Poháru mistrů evropských zemí nastoupil ve 2 utkáních a ve Veletržním poháru nastoupil ve 2 utkáních. Za německou reprezentaci nastoupil v letech 1962-1964 v 10 utkáních. Byl členem německé reprezentace na Mistrovství světa ve fotbale 1962, nastoupil ve všech 4 utkáních.

## Ligová bilance
| Ročník                                  | Zápasy | Góly | Klub               |
| --------------------------------------- | ------ | ---- | ------------------ |
| 2. německá fotbalová Bundesliga 1963/64 | 32     | 0    | SSV Ulm 1846       |
| Německá fotbalová Bundesliga 1964/65    | 25     | 0    | Hertha BSC         |
| 2. německá fotbalová Bundesliga 1965/66 | 17     | 1    | Hertha BSC         |
| Německá fotbalová Bundesliga 1966/67    | 8      | 0    | TSV 1860 München   |
| 2. německá fotbalová Bundesliga 1967/68 | 33     | 0    | Fortuna Düsseldorf |
| 2. německá fotbalová Bundesliga 1968/69 | 31     | 0    | Fortuna Düsseldorf |
| 2. německá fotbalová Bundesliga 1969/70 | 34     | 1    | SC Fortuna Köln    |
| 2. německá fotbalová Bundesliga 1970/71 | 34     | 0    | SC Fortuna Köln    |
| 2. německá fotbalová Bundesliga 1971/72 | 34     | 0    | SC Fortuna Köln    |
| 2. německá fotbalová Bundesliga 1972/73 | 30     | 0    | SC Fortuna Köln    |
| Německá fotbalová Bundesliga 1973/74    | 34     | 0    | SC Fortuna Köln    |
| 2. německá fotbalová Bundesliga 1974/75 | 28     | 0    | SC Fortuna Köln    |
| 2. německá fotbalová Bundesliga 1975/76 | 22     | 0    | SC Fortuna Köln    |
| CELKEM Bundesliga                       | 67     | 0    |                    |